# Quintana (Uruguay)
Quintana es una localidad uruguaya del departamento de Salto, municipio de Mataojo.

## Geografía
La localidad se encuentra situada en la zona oeste del departamento de Salto, próximo y al sur del arroyo Mataojo Grande.

## Población
Según el censo de 2011 la localidad contaba con una población de 67 habitantes.
| 67            |
| (Fuente: INE) |